# Christopher F. E. Pare
Christopher F. E. Pare (* 1. Mai 1959 in London) ist ein britischer Prähistoriker.

## Leben
Von 1977 bis 1982 studierte er an der Universität Edinburgh prähistorische Archäologie. Von 1982 bis 1987 erwarb er an der Universität Oxford den DPhil (1988). Von 1987 bis 1994 war er am Römisch-germanischen Zentralmuseum Mainz wissenschaftlicher Mitarbeiter. Von 1994 bis 2002 war er an der Universität Birmingham, Institut für Alte Geschichte und Archäologie, Senior Lecturer. Von 1998 bis 1999 hatte er am Römisch-Germanischen Zentralmuseum Mainz ein Forschungsstipendium der Alexander von Humboldt-Stiftung. Seit 2002 lehrte er am Institut für Vor- und Frühgeschichte der Universität Mainz als Professor.
Seine Forschungsinteressen sind Bronze- und Eisenzeitarchäologie Mittel- und Südeuropas.

## Schriften (Auswahl)
- Swords, wagon-graves and the beginning of the Early Iron Age in Central Europe. Marburg 1991, OCLC 797448409.
- Wagons and wagon-graves of the Early Iron Age in Central Europe. Oxford 1992, ISBN 0-947816-35-6.
- mit Markus Egg: Die Metallzeiten in Europa und im Vorderen Orient. Die Abteilung Vorgeschichte im Römisch-Germanischen Zentralmuseum. Mainz 1995, ISBN 3-88467-035-2.
- als Herausgeber: Metals make the world go round. The supply and circulation of metals in Bronze Age Europe. Proceedings of a conference held at the University of Birmingham in June 1997. Oxford 2000, ISBN 1-84217-019-8.